# Y: The Last Man
Az Y, az utolsó férfi (Y: The Last Man) többszörös Eisner-, illetve Hugo-díj jelölt és nyertes képregénysorozat, melyet az amerikai Vertigo kiadó jelentetett meg 2002 szeptemberétől hatvan részen át. Brian K. Vaughan író és Pia Guerra rajzoló kiadványa Yorick Brown-ról szól, aki az Föld utolsó életben maradt hímnemű lénye emberek és állatok között egyaránt. Magyarországon 2006-tól jelent meg az első hat rész a Kingpin kiadó Vertigo antológia című válogatáskiadványában, 2011-től pedig önálló kötetként folytatódik a sorozat.

## Cselekmény
2002. július 17-én valami egy egyidejűleg megöl minden élő emlőst a Földön, mely Y-kromoszómával rendelkezik. Még az embriókat, megtermékenyített tojásokat és spermiumokat is. Kivétel ez alól a New York-i Yorick Brown, egy fiatal amatőr szabadulóművész és hímnemű csuklyásmajma, Ampersand. A társadalomban káosz tör ki, az infrastruktúra összeomlik, és a túlélő nők mindenhol megpróbálnak túllépni a férfiak elvesztésén, saját bűntudatukon és azon a gondolaton, hogy az emberiség a kihalás felé tart.
A titokzatos 355-ös ügynököt küldik, hogy megvédje Yorickot, aki épp elhatározta, hogy barátnőjéhez, Beth-hez indul Ausztráliába, amikor a kór kitört. 355-ös ügynöknek más tervei vannak Yorickkal, mivel a fiú anyja, Jennifer Brown politikus utasította őt, hogy vigye hozzá fiát Washingtonba. Az országon való átutazás nem könnyű, az üzemanyag és táplálék is egyre ritkábban hozzáférhető, az utakat lezárták vagy felfegyverzett bandák őrzik, a légi közlekedés lehetetlen. Yorick az idő legnagyobb részét nőnek álcázva tölti, közben gázálarcot visel, nehogy felismerjék kilétét.
Bostonban Yorick és 355-ös ügynök találkozik Dr. Allison Mann-nal, aki briliáns genetikus és klónozási szakember. Dr. Mann laboratóriumát felégették az izraeli kommandósok, akiket egy Alter nevű nő vezetett Yorick felkutatására. Dr. Mann kaliforniai laborjában egyrészt megpróbálja reprodukálni újra a hímnemű lényeket Yorickon végzett kísérletekkel, másrészt igyekszik rájönni, miért is élte túl Yorick a pusztulást.

## Főbb szereplők
- Yorick Brown – egy fiatal, amatőr szabadulóművész, az utolsó élő férfi a Földön
- 355-ös ügynök – Yorick testőre, aki egy titokzatos kormányügynökségnek dolgozik
- Doktor Allison Mann – genetikus doktor, a pusztító kór okára próbál rálelni, illetve arra, hogy Yorick miért élte azt túl
- Ampersand – Yorick csuklyásmajma, ő az egyetlen hímnemű emlős, aki Yorickhoz hasonlóan túlélte a járványt
- Beth Deville – Yorick barátnője, amikor a járvány kitört, Ausztráliában végezte antropológusi munkáját
- Hero Brown – Yorick nővére, aki a járvány után csatlakozott az Amazonokhoz

## A pusztító kór
A fertőzés forrása, mely elpusztított Yorick Brownon, Ampersand-en és doktor Matsumorin kívül minden élő emlőst, mely Y-kromoszómával rendelkezik, sosem derült ki bizonyossággal. Számos magyarázatot adnak a könyv folyamán, az olvasónak kell döntenie, hogy melyik lehet a végleges válasz. Az író, Vaughan erre azt mondta:
„Úgy érzem, hogy van egy pontos magyarázat, de szeretem, hogy az emberek nem feltétlenül tudják, mi az. Az interjúkban mindig azt mondtuk, hogy el fogjuk mondani az embereknek, hogy pontosan mi okozta a fertőzést. De azt sosem mondtuk, hogy mikor fogjuk elmondani. Azt nem mondtuk el, hogy mikor mondtuk el, hogy úgy mondjam. Talán elmondtuk a 3. számban. Talán ott volt valahol a háttérben, amit csak pár ember vett észre. Lehetett talán Dr. Mann apjának igen részletes, tudományos magyarázata. Lehetett talán Alter összeesküvés-elmélete. Az igazi válasz ott van valahol a 60 részben, de inkább hagynám, hogy az olvasók döntsék el, nekik melyik tetszik, ahelyett, hogy rájuk erőltetném valamelyiket.”

## Filmadaptáció
A sorozat filmezési jogait a New Line Cinema (a Vertigo testvérvállalata) szerezte meg, és egy 2007 júliusi hír szerint Carl Ellsworth forgatókönyvíró, D. J. Caruso rendező és David S. Goyer producer tagjai a készítők csapatának. Caruso a forgatókönyv befejezését 2008 nyárra, a forgatást pedig őszre tervezte. A forgatókönyv az eredeti tervezet alapján készül, melyet maga Vaughan írt.
Caruso azt állítja, hogy az alapanyag túl sok volt ahhoz, hogy egyetlen filmben jelenítsék meg, ezért úgy döntöttek, hogy egy nagyon jó első részre összpontosítsanak, melynek vége a 14. szám környékén lenne. A teljes képregény sorozat egészének bemutatásához három film lenne ideális. Shia LaBeouf színész, aki együtt dolgozott ezekkel az írókkal a Disturbia és a Sasszem című filmekben is, korábban kijelentette, hogy nem hajlandó eljátszani Yorick szerepét. Szerinte a szerep túlságosan hasonlít Sam Witwicky karakteréhez, melyet a Transformers sorozatban alakított. Később egy a collider.comnak adott interjúban LaBeouf azt nyilatkozta, hogy még mindig van esély arra, hogy ő lenne a főszereplő. Caruso azt tervezi, igazi majmot használna Ampersand szerepére és nem bízná a CGI technikára, illetve szeretné, ha Alicia Keys alakítaná 355-ös ügynök szerepét. A The Movie Insider szerint a film 2011-re várható.
Egy 2010-es hír szerint Caruso helyett Louis Leterrier (A hihetetlen Hulk, A titánok harca) filmesítette volna meg a képregényt, ezután sokáig nem történt semmi a megvalósítás terén. 2013 januárjában a New Line Cinema Dan Trachtenberggel kötött szerződést a rendezésre, aki eddig inkább csak reklámfilmek rendezésével foglalkozott. A film forgatókönyve Matthew Federman és Stephen Scaia munkája.

## Fogadtatás
A képregénysorozatot több alkalommal jelölték Eisner-díjra, majd 2008-ban meg is nyerte azt a Legjobb sorozat kategóriában. 2009-ben pedig Hugo-díjra jelölték a Legjobb grafikus történetek között.
Az Y, az utolsó férfi egy rendkívül jól megjelenített történetnek indul, és az is marad a végéig. A sorozat lényege nem is magának a kór okának megtalálása, hanem a főszereplők megismerése.

## Magyarul
- Y, az utolsó férfi. Ciklusok; szöveg Brian K. Vaughan, rajz Pia Guerra, ford. Harza Tamás; Kingpin, Bp., 2011

## A magyar kiadás visszhangja
A Vertigo antológiában megjelent Y, az utolsó férfi azon „felnőtt közönségnek szánt képregények elbűvölő darabja„, melyek Amerikában már felülmúlták az általános szuperhős képregényeket. A mű szórakoztató elemei azok a kisebb történetrészek, amikor például valaki azon kesereg, hogy „nincsenek többé rock sztárok, vagy amikor egy modellből lett hullagyűjtő lány panaszkodik, hogy épp most nagyobbíttatta meg a melleit, erre most eltűntek a férfiak.” Az origo.hu cikke szerint az Y, az utolsó férfi kiadásával a magyar képregény-kiadás végre felnőttkorba lépett, mely „szókimondó, felkavaró, nyers, s olykor még társadalmi problémákat is feszegethet.” A cikk írója dicséri a magyar kiadás igényes minőségét is. A hvg.hu cikkében szintén a kivitelezés dicsérete olvasható, ám negatívumként említik, hogy az antológia első két kötete közötti méretbeli különbségnek a gyűjtők nem örülnek annyira.